# Heliosciurus gambianus
La ardilla de Gambia (Heliosciurus gambianus) es una especie de roedor esciuromorfo de la familia Sciuridae.

## Distribución geográfica
Se encuentra en Angola, Benín, Burkina Faso, República Centroafricana, Chad, República Democrática del Congo, Costa de Marfil, Eritrea, Etiopía, Gambia, Ghana, Guinea, Guinea-Bissau, Kenia, Liberia, Nigeria, Senegal, Sierra Leona, Sudán, Tanzania, Togo, Uganda y Zambia.

## Hábitat
Su hábitat natural son las sabanas húmedas. 